# جبهة فطاني للتحرير الإسلامي
جبهة فطاني للتحرير الإسلامي حتى عام 1986 عُرفت باسم جبهة التحرير الوطنية لفطاني هي حركة انفصالية إسلامية مسلحة مقرها شمال ماليزيا ولها تاريخ من العمليات في تمرد جنوب تايلاند.

## التاريخ
تم تشكيل المجموعة في عام 1959 من قبل تينغكو عبد الجلال، ويشتهر بأنها واحدة من أوائل الجماعات المسلحة المتمردة في منطقة فطاني. كان للمجموعة قاعدتها في جنوب تايلاند.

### الجبهة الإسلامية لتحرير فطاني
كان للجبهة نشطًا قويًا جدًا في السبعينيات والثمانينيات. أعادت تسمية نفسها إلى «الجبهة الإسلامية لتحرير فطامي» في عام 1986. بعد فترة من الجمود أعيد إحياؤها في عام 2002. وقد قللت المجموعة المتجددة من تركيزها القومي ووسعت أهدافها السياسية الدينية الإسلامية. وهي معروفة بهجماتها على الأقليات البوذية في جنوب تايلاند. يشارك الجناح السياسي للمجموعة في السياسة الماليزية على مستوى الدولة.